# Mirco Bertolina
Mirco Bertolina (Sondalo, 11 maggio 1991) è un fondista italiano.

## Biografia
Nato a Sondalo, in provincia di Sondrio, nel 1991, vive a Valfurva, altro paese dell'Alta Valtellina. Partecipa alle sue prime gare importanti nel 2008, a 17 anni.
Debutta in Coppa del Mondo il 19 dicembre 2015 a Dobbiaco.
Nel 2016 vince la 42 km tecnica libera alla Gran fondo Val Casies.
Nel 2018, a 26 anni, partecipa ai Giochi olimpici di Pyeongchang 2018 in due gare: lo sprint individuale, dove chiude le qualificazioni al 40º posto in 3'20"07, non riuscendo a qualificarsi per i quarti di finale, e la 15 km tecnica libera, dove termina 44° in 36'33"5. L'anno dopo ai Mondiali di Seefeld in Tirol 2019 è stato 52º nella 50 km.

## Palmarès

### Coppa del Mondo
- Miglior piazzamento in classifica generale: 93º nel 2018